# Ludwig Dörnke
Ludwig Dörnke (* 9. März 1865 in Hannover; † 30. August 1942 ebenda) war ein deutscher Buchdrucker und sozialdemokratischer Funktionär.

## Leben
Ludwig Dörnke war der Sohn eines Schmieds und absolvierte eine Lehre als Buchdrucker. Ab 1895 bis 1905 war er zehn Jahre Besitzer einer eigenen Druckerei in Hannover, um im Anschluss bis 1930 die Buchdruckerei im Verlag des Volkswille als Geschäftsführer zu leiten.
Bereits kurz nach dem Erwerb seiner Buchdruckerei wurde Dörnke 1896 zum Vorsitzenden der Kreis-Organisation der SPD Linden gewählt. Dieses Amt führte er bis 1921.
Parallel dazu saß Ludwig Dörnke zu Beginn der Weimarer Republik als gewähltes Mitglied von 1919 bis 1920 in der Verfassunggebenden Preußischen Landesversammlung.